# Église Saint-Pierre de Bouchoir
Pour les articles homonymes, voir Église Saint-Pierre.
L'église Saint-Pierre de Bouchoir est une église catholique située à Bouchoir, au sud-est du département de la Somme, en France.

## Historique
Aucune information relative à un édifice antérieur n'est connue.  C'est vers le milieu du XIIe siècle que Bouchoir fut érigé en paroisse autonome. L'église actuelle est un édifice construit au XVIe siècle, modifié au XVIIIe et restauré en 1864. Profondément meurtrie comme l'ensemble du village au cours de la Première Guerre mondiale, l'église fut restaurée, en 1925, par les architectes Emmanuel Gonse, Charles Duval et Zoppi.

## Caractéristiques

### Extérieur
Construite en brique et pierre calcaire, selon un plan basilical traditionnel avec nef, transept et chœur, l'église repose sur sa partie basse sur un lit de grès. Long de 35 mètres environ, l'édifice possède un chœur de style gothique flamboyant qui se termine par une abside à trois pans. Entre chaque baie un contrefort vient soutenir le mur extérieur. Le transept construit en brique est éclairé par une large baie flamboyante. A chaque angle, le mur est épaulé par un contrefort. La nef plus sobre est éclairée par des quatre baies au sommet semi-circulaire. Une entrée latérale a été percée en dessous de la troisième fenêtre du la mur sud qui est renforcé par deux contreforts en brique. La façade du XVIIIe siècle est d'une grande sobriété, un portail est encadré de chaque côté par un contrefort de brique. Au-dessus du portail, une baie circulaire éclaire la nef. Le clocher qui se termine par un toit en flèche couverte d'ardoise surmonte la façade. 

### Intérieur
La nef est couverte d'une voûte en bois sous forme de carène de bateau renversée.
La cuve baptismale date de l'époque romane, bien que partiellement endommagée, elle a gardé ses motifs sculptés naïfs.
L'église conserve une statuette de la Vierge à l'Enfant en bois polychrome de 52 centimètres de haut, posée sur un socle. Cette statuette est datée de la première moitié du XVIIe siècle, elle est protégée en tant que monument historique : inscription du 27 mars 2008, au titre d'objet ainsi que des fonts baptismaux datant de l'époque romane.

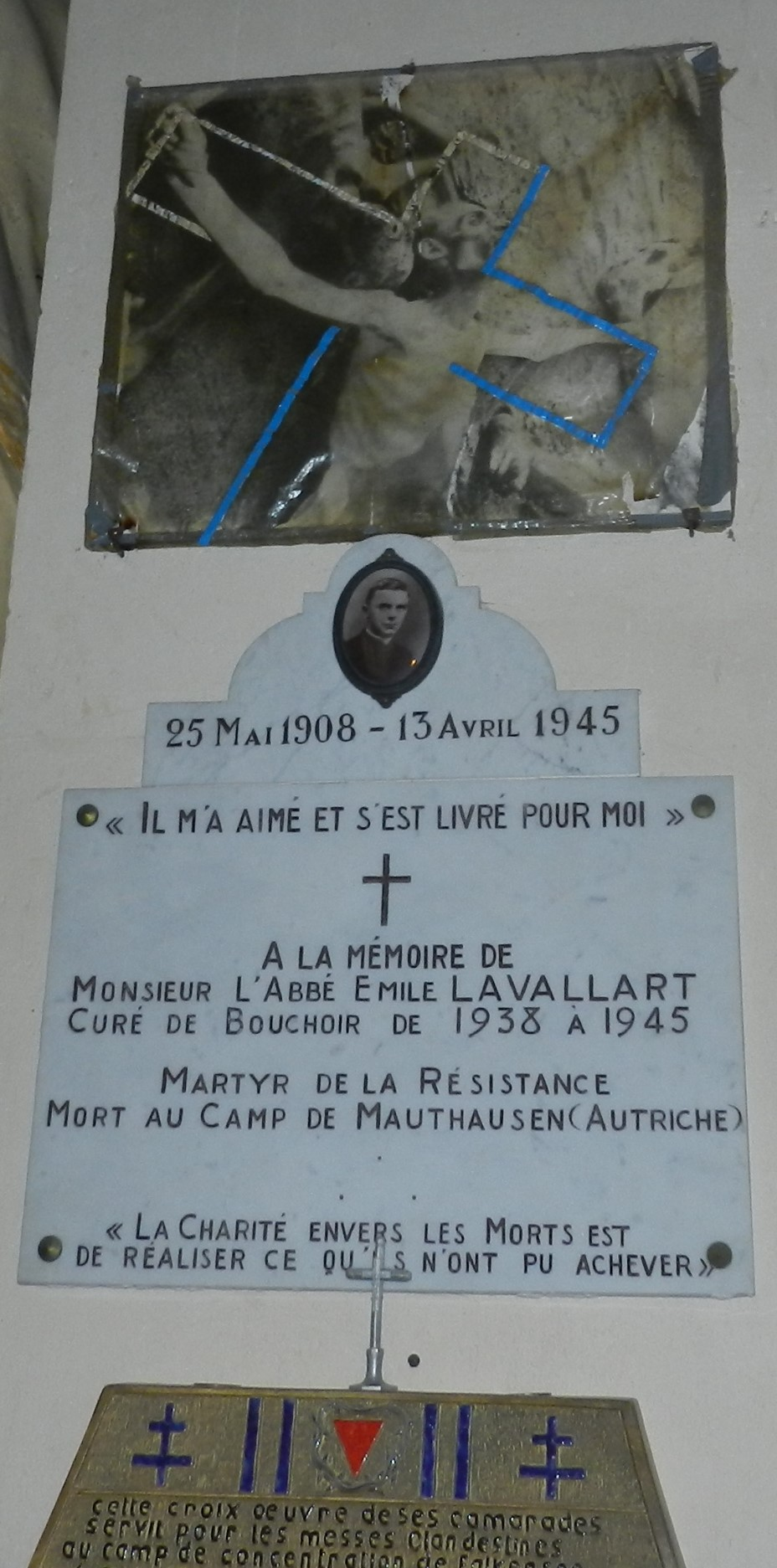
Hommage à l'abbé Lavallard.

Le chemin de croix en mosaïque a été réalisé par Jean Gaudin. 
Le maître-autel en pierre, de style art déco est décoré d'émaux. La table d'autel repose sur des colonnettes et des arcs ogivaux. Le tabernacle est surmonté de deux colonnettes sur lesquelles repose une sorte de fronton triangulaire au-dessus duquel se dresse une croix celtique. 
L'église garde pieusement le souvenir de l'abbé Emile Lavallard (1908-1945), curé de Bouchoir de 1938 à 1945, résistant, déporté, mort au camp de Mauthausen, le 13 avril 1945.
Au cours de sa détention, Fernand Coudrey, déporté comme lui, confectionna un crucifix à partir d'une poignée de porte et d'une croix de chapelet afin que l'abbé Lavallard puisse dire clandestinement la messe au camp de Falkensee, malade, il fut transféré au camp de Mauthausen, en Autriche où il mourut. 
A la Libération, Henri Daudenard, camarade de l'abbé, rapporta ce crucifix en France. Les camarades de détention de l'abbé Lavallard firent don du crucifix à l'église de Bouchoir.